# Liga Africana de Fútbol
La Liga Africana de Fútbol (llamada originalmente Super Liga de Clubes de la CAF) fue una competencia continental anual de fútbol de clubes dirigida por la CAF. El torneo inició en el año 2023. Gianni Infantino, presidente de la FIFA, lo anunció el 28 de noviembre del 2019. Fue lanzado el 10 de agosto del 2022 en Tanzania e incluye veinticuatro clubes africanos de élite con un sistema de ascenso/descenso.
La esencia de la celebración de este torneo son los enormes beneficios financieros, que se prevé superen los 100 millones de dólares, que se utilizarán para desarrollar y mejorar los estadios, la infraestructura y la promoción del fútbol africano.

## Historia
Gianni Infantino lanzó el torneo durante una visita a la República Democrática del Congo para celebrar el 80 aniversario de TP Mazembe, diciendo que los 20 mejores clubes de África deberían elegirse y participar en una liga africana. Infantino dijo que esta liga generaría ingresos por 100 millones de dólares, colocándola entre las diez mejores ligas del mundo, y reveló que estaba haciendo un llamamiento para recaudar 1.000 millones de dólares con el fin de dotar a cada país africano de un estadio de fútbol que cumpla con las especificaciones. de FIFA
El 17 de julio de 2021, el presidente de la CAF, Patrice Motsepe, confirmó la decisión de implementar el proyecto de la Superliga Africana como un nuevo torneo organizado bajo el paraguas de la CAF, con grandes beneficios económicos para los equipos participantes. La Confederación Africana de Fútbol lanzó la competencia el 10 de agosto de 2022 en Arusha, Tanzania, donde se publicó más información sobre la competencia.
CAF quiere comenzar la competencia en agosto del 2023 y los informes sugieren que 24 clubes se presentarán en tres grupos de ocho equipos, antes de una etapa eliminatoria que comenzará en los octavos de final.
Estos equipos se tomarán de los clubes africanos mejor clasificados en los últimos años, con grupos que se jugarán a nivel regional (Norte, Centro/Oeste, Sur/Este). Como parte de los criterios de concesión de licencias de clubes, los clubes participantes deberán tener una academia juvenil y un equipo femenino.

## Formato
Los detalles del formato se anunciaron durante la ceremonia de lanzamiento:
- La competencia tendrá 24 equipos divididos en tres grupos regionalizados (Norte, Centro/Oeste, Sur/Este), para ocho equipos por grupo, y habrá un máximo de tres equipos por país.
- Los equipos serán de 16 países, representando aproximadamente mil millones de personas.
- La competición tendrá 197 partidos (con un máximo de 21 partidos disputados por los finalistas) y play-offs de ascenso/descenso.
- La final se jugará a partido único, con la final diseñada para convertirse en "el Super Bowl de África".

## Historial
Nombres y banderas según la época.
| Liga Africana de Fútbol | Liga Africana de Fútbol     | Liga Africana de Fútbol | Liga Africana de Fútbol | Liga Africana de Fútbol |
| Temp.                   | Campeón                     | Resultado               | Subcampeón              | Notas                   |
| ----------------------- | --------------------------- | ----------------------- | ----------------------- | ----------------------- |
| 2023                    | Mamelodi Sundowns F. C. (1) | 1-2, 2-0                | Wydad A. C.             | Primera edición.        |

Nota: pen. = Penaltis; des. = Partido de desempate; pro. = Prórroga.

## Palmarés
| Equipo                  | Títulos | Subcampeón | Años campeonatos | Años subcampeonatos |
| ----------------------- | ------- | ---------- | ---------------- | ------------------- |
| Mamelodi Sundowns F. C. | 1       | -          | 2023             |                     |
| Wydad A. C.             | -       | 1          |                  | 2023                |

Datos actualizados: Final temporada 2023.

### Títulos por país
| País      | Títulos | Subcamp. | Clubes campeones        |
| --------- | ------- | -------- | ----------------------- |
| Sudáfrica | 1       | -        | Mamelodi Sundowns F. C. |
| Marruecos | -       | 1        |                         |

Datos actualizados: Final temporada 2023.

## Distribución monetaria
El premio en metálico total de la Superliga de África será de 100 millones de dólares estadounidenses; el ganador recibirá 11,5 millones de dólares estadounidenses y cada club participante recibirá una inyección inicial de efectivo de 2,5 millones de dólares estadounidenses. Parte de la financiación de la Superliga Africana se utilizará para asignar 1 millón de dólares al año a cada uno de los 54 países miembros de la CAF, con una inversión total de 54 millones de dólares al año para desarrollar el fútbol en África.
CAF también recibirá US$50 millones por año para desarrollar el fútbol para niños y niñas, emplear personal de clase mundial, así como para mejorar y hacer que todas sus otras competencias sean atractivas y atractivas para los espectadores de fútbol, televidentes, patrocinadores y otros socios.
La Superliga de África también apoyará el crecimiento del fútbol de clubes, la construcción y el mantenimiento de la infraestructura y las instalaciones futbolísticas, y la formación y retención del talento futbolístico en África.

## Controversia
El proyecto ha sido objeto de críticas por expectativas poco realistas de rendimiento financiero. Los campeonatos continentales actuales en África experimentan una infraestructura débil y altos costos de viaje para fanáticos y equipos, que no se resolverán automáticamente con esta nueva competencia.
Ya existen importantes disputas económicas entre los principales equipos del norte de África, Sudáfrica y el resto del continente, que se verían exacerbadas por la nueva competición. Además, también es dudoso que la competición pueda despertar la atención del público, a pesar de las afirmaciones en contrario, mientras que existen preocupaciones sobre el impacto de la nueva competición en la actual Confederación de Campeonatos Africanos de Fútbol, como la Liga de Campeones de la CAF, la Copa Confederación de la CAF y ligas nacionales.
En este sentido, la Confederación Africana de Fútbol también ha sido calificada como un laboratorio de experimentos, contrastando la aceptación de la propuesta de creación de la Superliga africana con el rechazo de la Superliga europea por parte de la UEFA en abril del 2021.